# Danielle Cormack
Danielle Cormack (Auckland, 1970) é uma atriz neozelandeza nascida em 1970, ela é melhor conhecida por seu papel como Ephiny em Xena: Warrior Princess.

## Biografia

### Vida Pessoal
Casou-se com Hayden Anderson em 2000, é com ele quem tem um filho e vive até hoje.

### Carreira
Cormack é uma atriz das mais conhecidas na Nova Zelândia, pois após lá fazer muitas novelas, passou pro cinema, mas também esteve ativa no teatro por um longo tempo, tanto em seu país natal quanto no exterior.
Suas diversas aparições como Ephiny na série de Tv Xena: Warrior Princess levaram seu nome mundo afora. Cormack sempre participava do  Cannes Film Festival, para promover seus trabalhos próprios. Seu primeiro grande trabalho foi em 1995, em Xena: Warrior Princess, Dany apareceu em 9 episódios de 1995 até 2001. Em 1999, contracenou com Kevin Tod Smith em Chanelling Babby, que também estava em Xena. Em 2000, contracenou o filme The Price of Milk ao lado de Kalr Urbam.
Em 2000, participou de três episódios da série Cleopatra 2525, e em um episódio da série Jack of All Trades. Mias recentemente Dany participou de um episódio da série Rude Awakenings', como Dimity Rush.
Seu mais recente trabalho foi na série de TV Legend of the Seeker, onde interpretou a poderosa bruxa Shota.

### Prêmios
Ganhou duas vezes o prêmio de melhor atriz na Nova Zelândia, pela primeira vez em 1997 por Topless Women Talk About Their Lives, no New Zealand Film and Tv Awards, e por último em 2000, por Sian Sunset, no Fantaporto.

## Filmografia

### Atriz
- Legend of the Seeker (2008-2009)
- Rude Awakenings (2007)
- Perfect Creature (2006)
- Maddigan's Quest (2006)
- River Queen (2005)
- The Pool (2005)
- Without a Paddle (2004)
- Maiden Voyage (2004)
- Xena: Warrior Princess (1995-2001)
- Cleopatra 2525 (2000)
- Jack of All Trades (2000)
- The Price of Milk (2000)
- Sian Sunset (1999)
- Hercules: The Legendary Journeys (1997)
- Channelling Baby (1999)
- Via Satellite (1998)
- Topless Women Talk About Their Lives (1997)
- Amazon High (1997)
- High Tide (1994-1995)
- A Game with No Rules (1994)
- The Last Tattoo (1994)
- Shortland Street (1992)
- Gloss (1987)

### Ela Mesma
- Intrepid Journeys 2 (2004)

### Arquivo Fotográfico
- Look Who's Famous Now (1999)